# 浄土文類聚鈔
『浄土文類聚鈔』（じょうどもんるいじゅしょう）は、鎌倉時代初期の日本の僧・親鸞の著作である。浄土真宗の要義を書き記した論書である。本書は、『教行信証』（広文類）に対して『略文類』（略典）とも呼ばれる。
製作年代は特定されておらず、主著である『教行信証』の前後であろうとされているが、論義が分かれている。

## 内容
内容は、浄土三部経と龍樹・世親・曇鸞・善導の論書を引用して、浄土教の教えと、浄土への往生の方法と、親鸞が重要視した「往相と還相」について述べている。
本書の内容に対して『教行信証』は、浄土三部経以外の経典、道綽・源信・源空などの多くの典籍を引用することで詳説しているので「広文類」と呼び、本書を「略文類」と呼び習わしている。また本書には、「真仏土巻」「化身土巻」の内容が記されていない。

## 関連文献
- 梶山雄一訳 『親鸞 大乗仏典中国・日本篇22』 中央公論社
- 石田瑞麿訳 『親鸞全集 第3巻』 春秋社